# Jean-Paul Colonval
Jean-Paul Colonval, né le 2 février 1940 à Tirlemont en Belgique et mort le 8 mars 2024, est un footballeur, entraîneur et consultant pour la  télévision belge. Il est aussi le précurseur du foot-étude en Belgique.

## Biographie

### Le joueur
Jean-Paul Colonval est né à Tirlemont en Belgique, d'un père officier aviateur. Il se passionna très vite dans son jeune âge aux différents jeux de balles. 
Doté d'une très bonne condition physique, il allait continuer son bonhomme de chemin et pratiquer le football assidûment au collège Saint Michel. 
À cette époque déjà, il avait les prédispositions pour devenir un bon attaquant : pour son tout premier match hors collège, son équipe s'imposa 11-3, dont 8 buts à son compte. 
Malgré les interdictions de sa mère pour la pratique du football, il continue jusqu'à ce que sa mère devienne fan de football et suive les prestations de son fils partout où il joue. 
À 18 ans, en regardant un match du White Star, il vit y évoluer des footballeurs moins doués que lui à l'époque des équipes d'âges et se jura de percer à son tour à ce niveau. Dans cette optique, il s'entraîne à fond et réussit à percer après avoir atteint le niveau exigé. 
Après 6 match joués, il devient un titulaire indiscutable en front de jeu. 
Il débute en D1 en 1964 avec le club de R.Tilleur FC. 
Il devient meilleur buteur du Championnat de Belgique avec 25 buts en 1965 pour le club de Tilleur alors qu'il avait 7 matchs manquants en début de saison. 
En 1966, il retourne à la capitale défendre les couleurs du Daring Club de Bruxelles. Il y inscrit 12 buts et connut durant cette période sa seule sélection en équipe nationale B contre le Luxembourg victoire 5-0 dont 2 buts de Jean-Paul Colonval. 
Ses prestations lui ont valu son transfert au Standard de Liège où il côtoya des joueurs tels que Wilfried Van Moer, Christian Piot, Nico Dewalque, Leon Semmeling, Milan Galic, sous les ordres de René Hauss, et il y connut des soirées européennes mémorables dont le replay en 1/4 de finale contre le grand Milan A.C. et fut artisan du titre de champion de Belgique de 1969. 
Voyant l'émergence d'Erwin Kostedde, Jean Paul Colonval sent le moment venu de partir, on retiendra que pour le Standard de Liège il joue 47 rencontres officielles dont 41 en championnat, 3 en coupe d’Europe et 3 en coupe de Belgique et marqua 20 buts (19 en championnat et 1 en coupe d'Europe contre l'Altay Izmir).  
Il quitte le Standard pour le Daring qui, entretemps, est devenu le Daring de Molenbeek en D2. Il y retrouve Jean Nicolay, son ancien coéquipier au Standard, sa saison est de bonne facture car il y finit meilleur buteur de D2 avec 19 buts. Une blessure l'empêcha de jouer la montée contre l'Antwerp dans de bonne conditions.  
En 1971, il partit pour le Racing Jet de Bruxelles et y devient joueur - entraîneur à 31 ans.  

### L'entraîneur
En 1975, il raccroche les crampons et entame une carrière d'entraîneur au Sporting de Charleroi ; ce qui fait de lui à 35 ans le plus jeune entraîneur à cette époque.    
Il sauve le club de la relégation mais est limogé.    
Il rechausse les crampons à 37 ans pour une demi saison au Racing Jet Bruxelles en D3 sous les ordres de son ancien coéquipier du standard Louis Pilot avant d'y redevenir coach entre 1979 et 1982.  
Il part entraîner Vikingur Reykjavik pendant 6 mois et revint au Racing Jet Bruxelles pour la saison 1984 - 1985.  
En 1986,  il décide de s'orienter vers la formation de jeunes via le sport études qu'il fut le premier en Belgique à mettre en place, d'abord à l'Athénée Royal Jules Bordet et ensuite au Collège de Bonne-Espérance à Binche. Nombre de joueurs de D1 reconnus on transité par sa section.  

### Autres fonctions dans le football
Il entame ensuite une carrière de commentateur sportif et d'analyste pour Canal+ Belgique, il y commente 375 matchs, son dernier sera Standard Liège-La Gantoise.  
Homme de défi, il répond favorablement à Dominique Léone pour le poste de directeur technique pour le club montois RAEC Mons en 2005.  
Il y instaure le professionnalisme mais quitte son poste à la suite de désaccords avec la direction du club en 2007.   
La semaine suivante, il devient le conseiller technique de Johan Vermeersch, président du FC Brussels
Il quitte ses fonctions un an et demi plus tard.

## Palmarès joueur
- Meilleur buteur du championnat de Belgique de D1 en 1965 avec 25 buts
- Champion de Belgique en 1969 avec le Standard de Liège
- Meilleur buteur du championnat de Belgique de D2 en 1970 avec 19 buts

## Palmarès entraîneur
Finaliste du tour final à deux reprises avec le Racing Jet Bruxelles de promotion au tour final de D2.